# Šelma (film)
Šelma (v originále La Bête) je francouzsko-kanadský sci-fi psychologický dramatický film z roku 2023, který režíroval Bertrand Bonello jako volnou adaptaci románu The Beast in the Jungle od Henryho Jamese. Měl světovou premiéru na filmovém festivalu v Benátkách dne 3. září 2023.

## Děj
Gabrielle si potřebuje kvůli zaměstnání nechat vyčistit DNA, protože v budoucím světě se emoce staly hrozbou, která lidem brání v tom, aby se rozhodovali dokonale racionálně, a tedy v souladu s AI. Během procesu stroj osoby přenese zpět do jejich minulých životů, aby jim umožnil zpracovat jakékoli trauma.
Její čištění začne v roce 1910, těsně před povodní na Seině. Gabrielle žije v Paříži, je provdána za bohatého výrobce plastových panenek a ve společenských kruzích se pohybuje jako brilantní pianistka se slabostí pro Arnolda Schönberga. Od roku 2014 je Gabrielle modelkou a herečkou pracující v Los Angeles. Pravidelně se setkává s Louisem Lewinskym.

## Obsazení
| Léa Seydouxová     | Gabrielle                       |
| George MacKay      | Louis                           |
| Guslagie Malanda   | Kelly                           |
| Dasha Nekrasova    | Dakota                          |
| Martin Scali       | Georges                         |
| Elina Löwensohn    | věštkyně                        |
| Marta Hoskins      | Gina                            |
| Julia Faure        | Sophie                          |
| Kester Lovelace    | Tom                             |
| Félicien Pinot     | Augustin                        |
| Laurent Lacotte    | architekt                       |
| Weronika Szawarska | Veronica                        |
| Xavier Dolan       | systém umělé inteligence (hlas) |

## Ocenění
- Mezinárodní filmový festival Valladolid: nejlepší herečka (Léa Seydouxová)
- Florida Film Critics Circle: nejlepší film, nejlepší režie (Bertrand Bonello), nejlepší herečka (Léa Seydouxová); nominace na nejlepší adaptovaný scénář
- César: nominace v kategorii nejlepší vizuální efekty (Cédric Fayolle, Hugues Namur a Émilien Lazaron)
- Lumières: nominace v kategorii nejlepší film a nejlepší filmová hudba (Bertrand Bonello a Anna Bonello)